# Francesco Ricci (cardinale)
Francesco Ricci (Roma, 1º febbraio 1679 – Roma, 8 gennaio 1755) è stato un cardinale italiano.

## Biografia
Entrò nella Curia Romana come votante del Supremo Tribunale della Segnatura Apostolica e chierico della Camera apostolica durante il pontificato di papa Clemente XI.
Nel 1740 divenne tesoriere generale e fu nominato governatore di Roma e vice camerlengo di Santa Romana Chiesa il 27 giugno 1741.
Era ancora laico quando il 9 settembre 1743 papa Benedetto XIV lo creò cardinale. Il 23 settembre dello stesso anno ebbe il titolo di Santa Maria del Popolo.
Nel 1744 ricevette dapprima gli ordini minori (26 gennaio), quindi il suddiaconato (1º febbraio) e il diaconato (3 maggio). Non fu mai ordinato presbitero.
Morì l'8 gennaio 1755 e fu esposto nella chiesa del suo titolo, dove il 10 gennaio si celebrò una cappella papale di suffragio. Fu sepolto nella cappella di famiglia in San Pietro in Montorio.